# セックスワーカーに対する暴力を終わらせる国際デー
セックスワーカーに対する暴力を終わらせる国際デー（セックスワーカーにたいするぼうりょくをおわらせるこくさいデー、International Day to End Violence Against Sex Workers）は、セックスワーカー、その支持者、友人、家族、協力者によって毎年12月17日に催される記念日。元々はアメリカ合衆国ワシントン州シアトルのグリーン・リバー・キラーの犠牲者の追悼とビジリアとして考案されたが、毎年恒例の国際イベントに発展した。この日は、世界中のセックスワーカーに対して犯されたヘイトクライムと、セックスワーカーに対する暴力と彼女らが属するコミュニティからの無関心の原因となった社会的スティグマと差別を取り除く必要性に注意を喚起する。セックスワーカーの活動家はまた、セックスワークを規制する法律がそのような暴力を永続させていると述べている。 

## 背景
2003年に最初に記念された、セックスワーカーに対する暴力を終わらせる国際デーは、アメリカのセックスワーカーの権利団体であるセックスワーカー・アウトリーチ・プロジェクトUSAの創立者であるアニー・スプリンクルとロビン・フューによって創設された。 